# Армения на Универсиадах
Армения принимает участие в Универсиадах начиная с летней Универсиады 1993 года в Буффало. На зимних Универсиадах спортивная делегация Армении участвует начиная с Универсиады 1997 года в Муджу.
На настоящее время спортсмены Армении на всех Универсиадах завоевали в сумме 39 медалей, из них 7 золотых.
До 1993 года спортсмены Армении выступали на Универсиадах в составе спортивной делегации СССР.

## Медальный зачёт
По состоянию на настоящий момент (после летней Универсиады 2021 и зимней Универсиады 2023).

### Медали на летних Универсиадах
| Универсиады    | Золото               | Серебро              | Бронза               | Всего                | Место                |
| -------------- | -------------------- | -------------------- | -------------------- | -------------------- | -------------------- |
| 1993 Буффало   | 0                    | 1                    | 0                    | 1                    | 31                   |
| 1995 Фукуока   | 0                    | 1                    | 0                    | 1                    | 37                   |
| 1997 Сицилия   | 0                    | 0                    | 0                    | 0                    | —                    |
| 1999 Пальма    | 0                    | 0                    | 0                    | 0                    | —                    |
| 2001 Пекин     | 0                    | 0                    | 0                    | 0                    | —                    |
| 2003 Тэгу      | 0                    | 0                    | 1                    | 1                    | 45                   |
| 2005 Измир     | 0                    | 1                    | 4                    | 5                    | 42                   |
| 2007 Бангкок   | 0                    | 0                    | 3                    | 3                    | 60                   |
| 2009 Белград   | 0                    | 1                    | 2                    | 3                    | 50                   |
| 2011 Шэньчжэнь | 1                    | 0                    | 1                    | 2                    | 39                   |
| 2013 Казань    | 1                    | 5                    | 5                    | 11                   | 32                   |
| 2015 Кванджу   | 1                    | 0                    | 0                    | 1                    | 39                   |
| 2017 Тайбэй    | 3                    | 1                    | 2                    | 6                    | 26                   |
| 2019 Неаполь   | 1                    | 0                    | 1                    | 2                    | 35                   |
| 2021 Чэнду     | 0                    | 0                    | 2                    | 2                    | 48                   |
| 2023           | Универсиада отменена | Универсиада отменена | Универсиада отменена | Универсиада отменена | Универсиада отменена |
| Всего          | 7                    | 10                   | 21                   | 38                   |                      |

### Медали на зимних Универсиадах
| Универсиады      | Золото               | Серебро              | Бронза               | Всего                | Место                |
| ---------------- | -------------------- | -------------------- | -------------------- | -------------------- | -------------------- |
| 1997 Муджу       | 0                    | 0                    | 0                    | 0                    | —                    |
| 1999—2003        | не участвовали       | не участвовали       | не участвовали       | не участвовали       | не участвовали       |
| 2005 Инсбрук     | 0                    | 0                    | 0                    | 0                    | —                    |
| 2007—2015        | не участвовали       | не участвовали       | не участвовали       | не участвовали       | не участвовали       |
| 2017 Алматы      | 0                    | 0                    | 1                    | 1                    | 25                   |
| 2019 Красноярск  | 0                    | 0                    | 0                    | 0                    | —                    |
| 2021             | Универсиада отменена | Универсиада отменена | Универсиада отменена | Универсиада отменена | Универсиада отменена |
| 2023 Лейк-Плэсид | 0                    | 0                    | 0                    | 0                    | —                    |
| Всего            | 0                    | 0                    | 1                    | 1                    |                      |